# Khammam (distrikt)
Khammam (engelska: Khammam district) är ett distrikt i Indien.   Det ligger i delstaten Telangana, i den centrala delen av landet, 1 300 km söder om huvudstaden New Delhi. Antalet invånare är 2 797 370. Arean är 16,0 kvadratkilometer. Khammam gränsar till East Godāvari.
Terrängen i Khammam är platt.
Följande samhällen finns i Khammam:
- Khammam
- Kottagūdem
- Pāloncha
- Palwancha
- Bhadrāchalam
- Yellandu
- Sathupalli
- Manuguru
- Chātakonda
- Parnasāla